# Brik

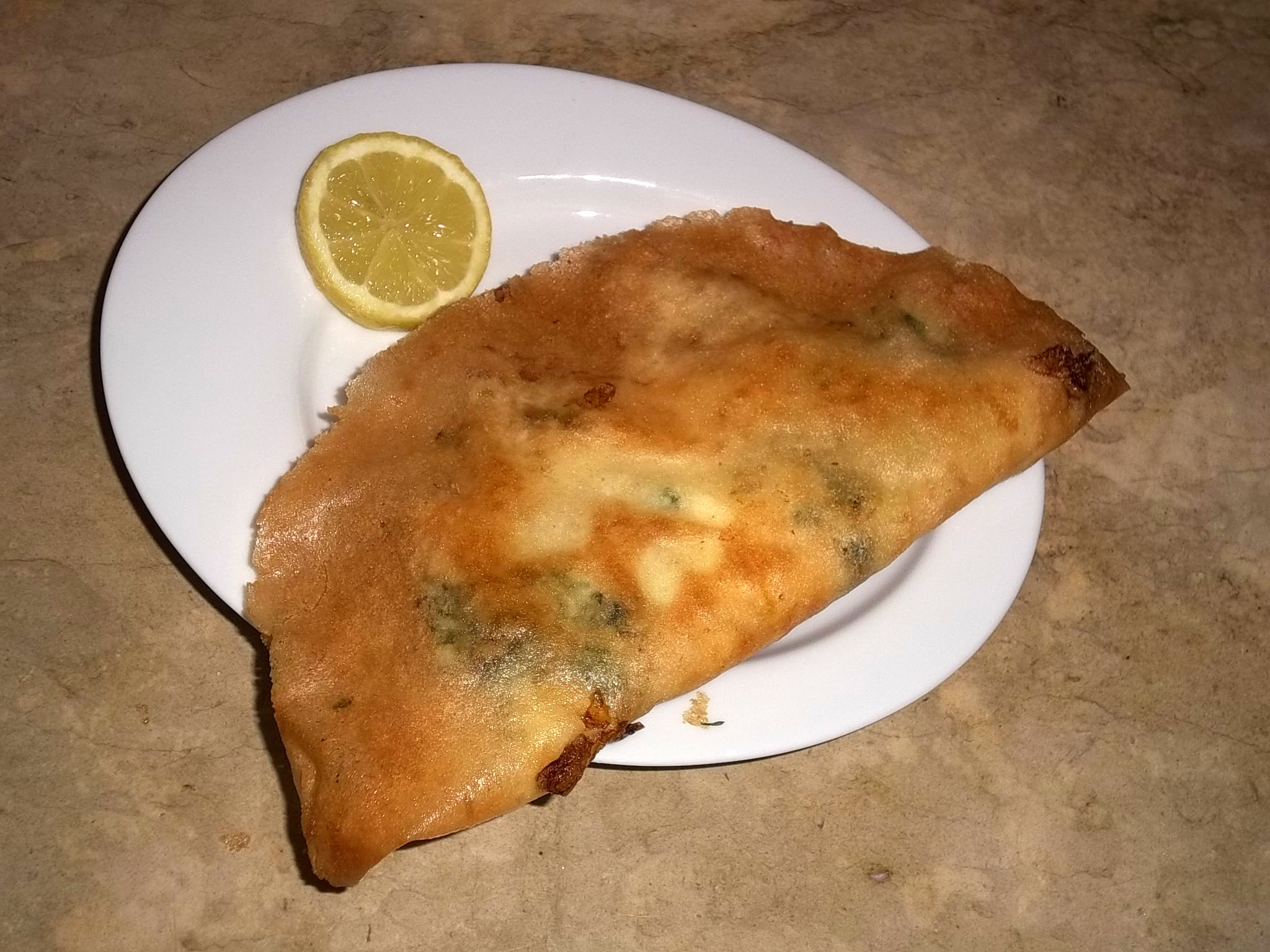
Brik

El brik es una especie de empanadilla frita hecha con masa con relleno, especialidad de la cocina tunecina (muy similar a la börek turca). La base del relleno suele estar constituido por carne picada, atún o a veces pollo, anchoas, huevo, salsa de tomate, queso, harissa y a veces alcaparras que se encierran en la masa dándole una forma triangular. 

## Elaboración
El brik se elabora con masa filo (malsouka), dos tipos de masas muy finas, similares a la masa de los rollitos de primavera chinos. La masa se cuece sobre una placa caliente especial. Tras haber dejado que se enfríe, se rellena de una variedad de ingredientes antes de freírlo en abundante aceite de oliva.
En el brik típico de Túnez, llamado brik à l'oeuf en francés y brik bel âdham en árabe, se casca un huevo fresco sobre la masa que se dobla para ser frita.